# Marne (Italia)
Marne es una frazione italiana de la comuna de Filago, en la provincia de Bérgamo, región de Lombardía, localizada a 15 km al suroeste de Bérgamo.
La comuna era una municipalidad independiente, aunque a causa de la poca población, después de la Unificación de Italia fue absorbido por Filago.

## Marnenses destacados
- Mauricio Malvestiti, (1953), obispo de Lodi

## Monumentos y lugares de interés
- Iglesia de San Bartolomé